# 胡安·何塞·卢卡斯
胡安·何塞·卢卡斯·希门尼斯（西班牙語：Juan José Lucas Giménez，1944年5月10日—）是西班牙人民党政治家，教授。担任过卡斯蒂利亚-莱昂自治区政府主席、西班牙参议院议长等职务。

## 生平
他的政治生涯始于1985年，当时他被选为索里亚市议员。1986年至1987年，他担任众议院议员，代表索里亚选区。1987年至1989年担任卡斯蒂利亚·莱昂自治区副主席。1991年至2001年担任该自治区主席。2001年2月至2002年7月担任阿斯纳尔内阁的首相府大臣。2002年3月由卡斯蒂利亚-莱昂自治区议会直接任命为西班牙参议员。2002年10月至2004年4月担任参议院议长，并于2004年至2011年担任第二副议长。2001年至2016年担任第一副议长。